# Sulawesiblauwoorijsvogel
De sulawesiblauwoorijsvogel (Cittura cyanotis ) is een vogel uit de familie Alcedinidae (ijsvogels). De soort komt voor op Sulawesi en  het eiland Lembeh. Het is een endemische soort van het eiland Sulawesi.

## Kenmerken
De vogel is gemiddeld 28 cm lang. Het is een opvallend grote, bosbewonende soort ijsvogel. De kruin, nek en rug zijn bruin. Rond het oog is een violet, bijna zwart gekleurd masker en ook de vleugelbovendekveren zijn violetblauw gekleurd. De snavel is felrood. De borst en buik zijn lilakleurig en staart is roodbruin en loopt trapvormig af.

## Verspreiding en leefgebied
De vogel komt voor in de beboste delen in het noorden, midden en oosten, maar ontbreekt in het zuiden van Sulawesi. Het leefgebied van de vogel is bij voorkeur primair regenwoud, maar hij wordt ook wel waargenomen in grote, enigszins aangetaste secundaire bossen en in drogere bossen in heuvelland tot op 1000 m boven zeeniveau.

## Status
De sulawesiblauwoorijsvogel' heeft een groot verspreidingsgebied en daardoor is de kans op de status  kwetsbaar (voor uitsterven) gering. De grootte van de wereldpopulatie is niet gekwantificeerd, maar de soort gaat in aantal achteruit omdat bos wordt omgezet in land voor agrarisch gebruik. Echter, het tempo ligt onder de 30% in tien jaar (minder dan 3,5% per jaar). Om deze redenen staat deze ondersoort als niet bedreigd op de Rode Lijst van de IUCN.